# Industrial & Engineering Chemistry Research
Industrial & Engineering Chemistry Research (abrégé en Ind. Eng. Chem. Res.) est une revue scientifique bimensuelle à comité de lecture qui publie des articles de recherche dans les domaines de la chimie appliquée et du génie chimique. D'après le Journal Citation Reports, le facteur d'impact de ce journal est de 2,843 en 2016.
L'actuel directeur de publication est Donald R. Paul (Université du Texas à Austin, États-Unis).

## Histoire
Le journal est issu de différentes publications et a changé plusieurs fois de nom au cours de son histoire :
- Journal of Industrial & Engineering Chemistry, 1909-1922  (ISSN 0095-9014)[3]
- Industrial & Engineering Chemistry, 1923-1970  (ISSN 0019-7866)[3]
- Industrial & Engineering Chemistry Process Design and Development, 1962-1986  (ISSN 0196-4305)[4]
- Industrial & Engineering Chemistry Fundamentals, 1962-1986  (ISSN 0196-4313)[5]
- I&EC Product Research and Development, 1962-1968  (ISSN 0536-1079)[6]
- Product R&D, 1969-1977[6]
- Industrial & Engineering Chemistry Product Research and Development, 1978-1986  (ISSN 1541-4841)[6]
- Industrial & Engineering Chemistry Research, 1987-en cours  (ISSN 0888-5885)